# Catocala concubina
Catocala concubina är en fjärilsart som beskrevs av Moritz Balthasar Borkhausen 1792. Catocala concubina ingår i släktet Catocala och familjen nattflyn. Inga underarter finns listade i Catalogue of Life.